# 1826 en arts plastiques
| Années des arts plastiques : 1823 - 1824 - 1825 - 1826 - 1827 - 1828 - 1829    |
| Décennies des arts plastiques : 1790 - 1800 - 1810 - 1820 - 1830 - 1840 - 1850 |

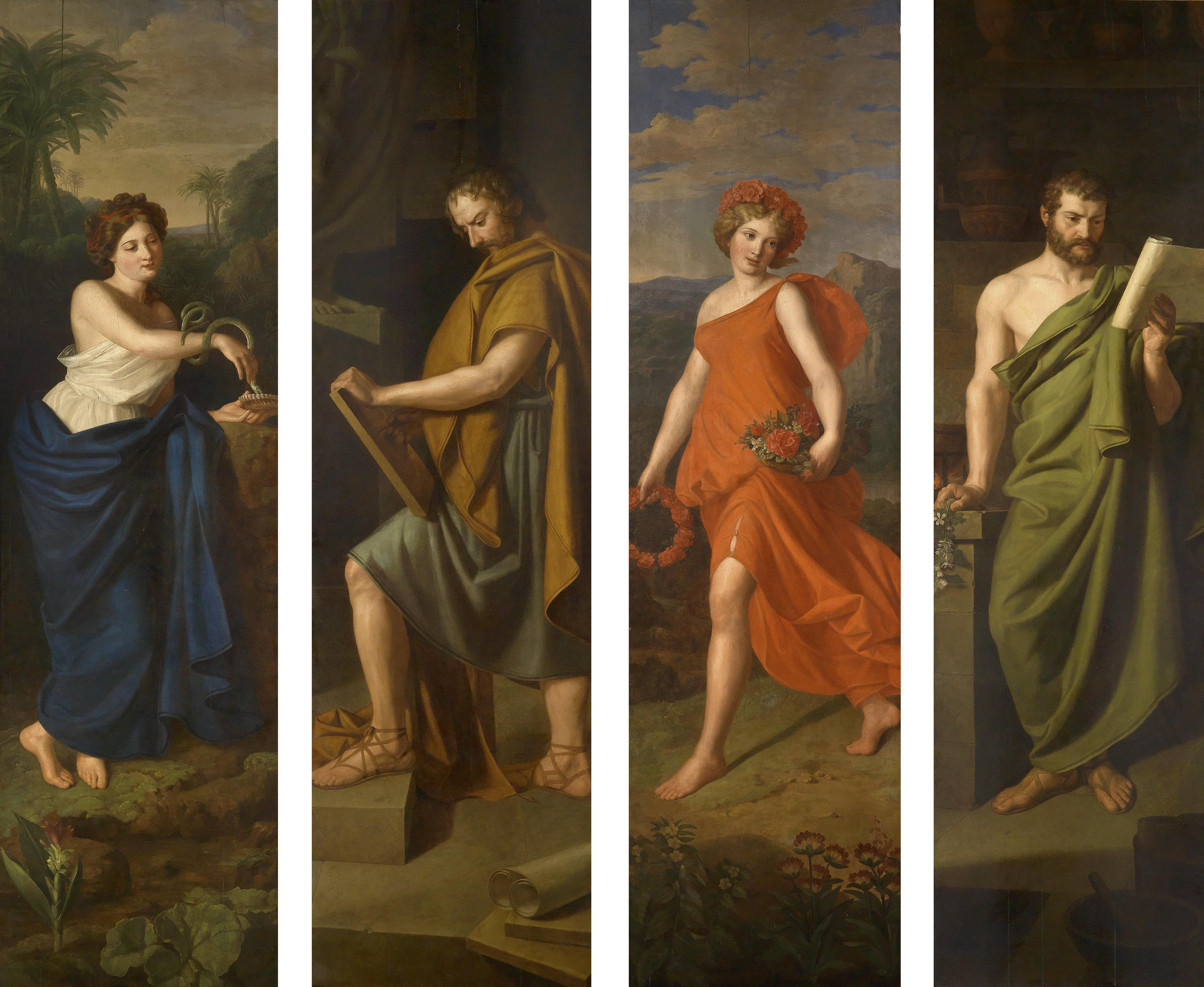
Quatre enseignes de pharmacies (Hygie, Hippocrate, Galien et Flore), de Ferdinand Georg Waldmüller.

Cette page concerne l'année 1826 en arts plastiques.

## Œuvres
- Vicente López y Portaña : El pintor Francisco de Goya, portrait de Goya à 80 ans

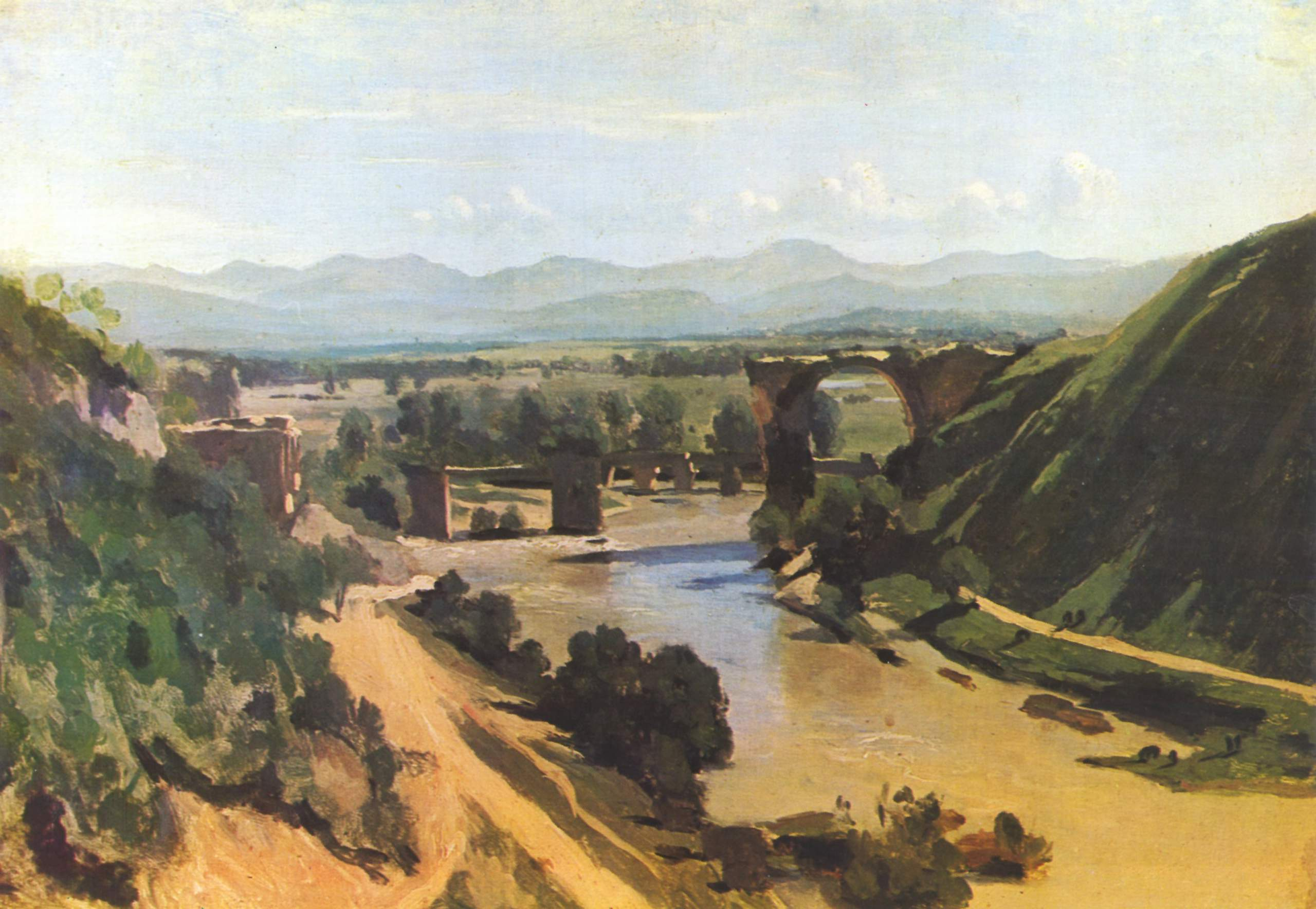
Le Pont de Narni, par Jean-Baptiste Camille Corot

- Jean-Baptiste Camille Corot : Le Pont de Narni
- William Blake : série de vingt-deux gravures, Illustrations du Livre de Job, pour une édition du Livre de Job

## Naissances
- 13 janvier : Cesare Mariani, peintre italien († 21 février 1901),
- 2 février : François Auguste Ortmans, peintre paysagiste français († 24 novembre 1884),
- 23 février : Edmund Evans, graveur et imprimeur britannique († 21 août 1905),
- 13 mars : Novak Radonić, peintre et écrivain serbe († 11 juillet 1890),
- 4 avril : Constant Claes, peintre belge († 1905),
- 6 avril : Gustave Moreau, peintre, graveur, dessinateur et sculpteur français († 18 avril 1898),
- 25 avril : Bernard te Gempt, peintre animalier néerlandais († 2 janvier 1879),
- 4 mai : Frederic Edwin Church, peintre paysagiste américain († 7 avril 1900),
- 11 mai : Ludovic Piette, peintre français († 14 avril 1878),
- 20 mai : Félix-Auguste Clément, peintre français († 2 février 1888),
- 27 juin : Ferdinand Heilbuth, peintre français d'origine allemande († 19 novembre 1889),
- 29 juin : Alexis-Joseph Mazerolle, peintre français († 29 mai 1889),
- ? juin : Antonino Bonaccorsi, peintre italien († 1897).
- 8 juillet : Gustave Gerlier, lithographe français principalement actif en Belgique († 30 septembre 1898),
- 30 juillet : Achille Zo, peintre français († 2 mars 1901),
- 4 août : Domenico Morelli, peintre et personnalité politique italienne († 13 octobre 1901),
- 26 août : Johan Fredrik Höckert, peintre suédois († 16 septembre 1866),
- 29 août : Émile Lévy, peintre et illustrateur français († 4 août 1890),
- 30 août : Benjamin Eugène Fichel, peintre français († 1er février 1895),
- 3 septembre : Alberto Pasini, peintre italien († 15 décembre 1899),
- 27 septembre : Julius Bien, lithographe américain († 1909),
- 9 octobre : Marie-Nicolas Saulnier de La Pinelais, officier de marine, peintre, aquarelliste et graveur français († 15 mars 1916),
- 23 octobre : Amand Laroche, peintre français († 7 juillet 1903),
- 8 décembre : Silvestro Lega, peintre italien († 21 septembre 1895),
- ? : Serafino De Tivoli, peintre italien du mouvement des Macchiaioli († 1892).

## Décès
- 13 février : Arsa Teodorović, peintre serbe (° vers 1768),
- 5 mars : Charles Paul Landon, peintre et historien de l’art français (° 12 octobre 1761),
- 7 mai : Jean-Jacques Le Barbier, écrivain, illustrateur et peintre d'histoire français (° 29 novembre 1738),
- 27 juin : Jean-Thomas Thibault, architecte et peintre français (° 20 novembre 1757),
- 17 août : Edmée Brucy, artiste-peintre française (° 9 mai 1795)
- 8 octobre : Marie-Guillemine Benoist, peintre française (° 1768),
- 10 novembre : Jean Vignaud, peintre d’histoire et portraitiste français (° 1775),
- 1er décembre : Henri-Joseph Van Blarenberghe, peintre français (° 10 octobre 1741),
- 7 décembre : John Flaxman, sculpteur, dessinateur et graveur britannique (° 1755),
- ? : Agostino Ugolini, peintre italien d'art sacré (° 1758).